# Lysvik
Lysvik is een plaats in de gemeente Sunne in het landschap Värmland en de provincie Värmlands län in Zweden. De plaats heeft 341 inwoners (2005) en een oppervlakte van 83 hectare. De plaats ligt aan de oostelijke oever van het meer Övre Fryken.

## Verkeer en vervoer
De plaats heeft een station aan de spoorlijn Kil - Torsby.